# ستيوارت بيلي
ستيوارت بيلي (بالإنجليزية: Stuart Bailey)‏ هو مصمم بريطاني، ولد في 1973.

## وصلات خارجية
- الموقع الرسمي